# Chaetopeltaster japonicus
Chaetopeltaster japonicus är en svampart som beskrevs av Katum. 1975. Chaetopeltaster japonicus ingår i släktet Chaetopeltaster, divisionen sporsäcksvampar och riket svampar.   Inga underarter finns listade i Catalogue of Life.